# Киуру, Иван Семёнович
Ива́н Семёнович Ки́уру (фин. Heino Kiuru; 1 февраля 1934, деревня Пугарево, Ленинградская область — 17 февраля 1992, Москва) — советский поэт и переводчик.

## Биография
Отец Семён Андреевич Киуру (фин. Simo Kiuru) и мать Сусанна Ивановна Хямяляйнен (фин. Susanna Hämäläinen) были ингерманландскими финнами. В их семье было трое детей, Иван был младшим. Первым ребёнком была дочь Элина. Брат Ивана Эйно Киуру — фольклорист и переводчик эпоса «Калевала». В 1937 году Семён Киуру был репрессирован. В 1947 году он был освобождён, но в 1949 году снова арестован и вышел в 1953 году после смерти Сталина. Реабилитирован в 1956 году.
В 1938 году деревня была расселена из-за близости к военному объекту, семья Киуру переехала в соседний посёлок Бернгардовка, где их застала Великая Отечественная война. 26 марта 1942 года семья была эвакуирована из блокадного Ленинграда в Ачинский район Красноярского края. 
В августе 1946 года семья получила разрешение на выезд в Карелию в Сортавалу.
После окончания школы И. Киуру уехал в Вытегру на строительство Волго-Балтийского канала. 
Благодаря помощи брата Эйно Киуру в конце 1950-х годов получил направление в Литературный институт в Москву, где познакомился со своей будущей женой, поэтессой и бардом  Новеллой Матвеевой. 
Был женат на ней с 1963 года.
Умер 17 февраля 1992 года.

## Творчество
Переводы с языков народов Средней Азии, составлял сборник финской поэтессы Катри Вала.
Издавали его очень мало, Матвеева в своём интервью рассказывала о нём:

— Ивана Семёновича Киуру издают всё так же мало?

— Ему не повезло ещё при жизни. Сейчас его даже немножко больше издают.

— Насколько я знаю, во многом вашими стараниями.

— Отчасти да. Ещё Миша Нодель, составитель, старался, он много сделал для Ивана Семёновича.

— Сколько вы прожили вместе?

— 29 лет. С 1963 года до 1992. Иван Семёнович Киуру был замечательнейший, тонкий поэт. Это я говорю не потому, что он мой муж. Я действительно очень ценю и люблю его стихи. И не только я, а многие настоящие поэты и ценители поэзии. Просто он был не из тех, кто прокладывает себе дорогу локтями…

## Основные книги
- Матвеева Н. Н., Киуру И. С. Мелодия для гитары: Песни и стихи. — М., 1998.
- Киуру И. С. Баркарола : [Стихи]. — М.: Весть, 1994. — 120+1 с. — ISBN 5-7327-0018-8.
- Киуру И. С. Голос твой : Стихи / [Худож. Л. Зубарева]. — М.: Молодая гвардия, 1990. — 159 с. — 10 000 экз. — ISBN 5-235-00839-1.
- Киуру И. С. Каштановые тропы : [Кн. стихов]. — М.: Современник, 1987. — 111 с. — (Новинки «Современника»). — 10 000 экз.
- Киуру И. С. Неунывающий клевер : Кн. стихов / [Худож. Т. Банникова]. — М.: Советский писатель, 1985. — 119 с. — 20 000 экз.
- Киуру И. С. Потапка: Стихи. [Для дошк. возраста] / Рис. Т. Зуйковой. — М.: Дет. лит., 1983. — 24 с. — 150 000 экз.
- Киуру И. С. Ершок-с-вершок. [Стихи. для дошк. возраста. Ил.: Г. Макавеева]. — [М.]: Малыш, 1971. — [14] с. — 150 000 экз.